# Senking

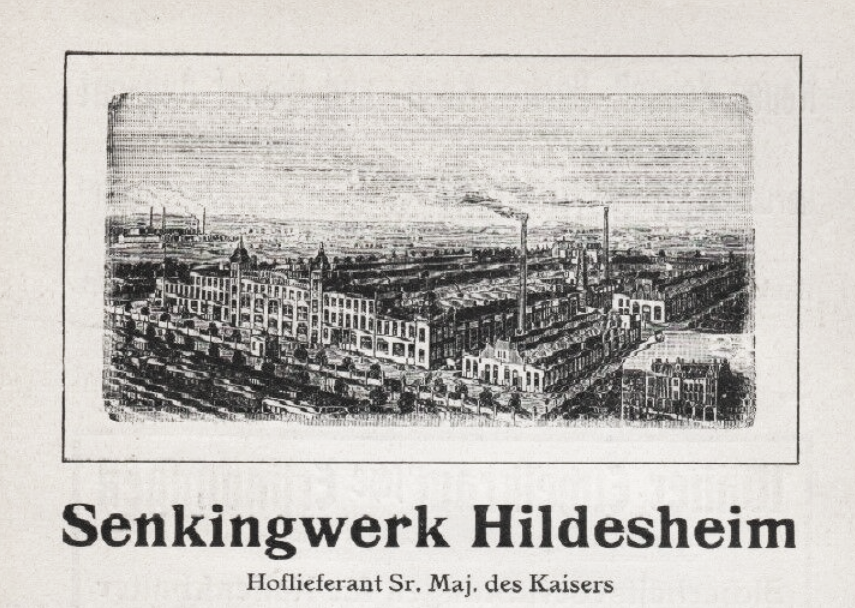
Senkingwerk in Hildesheim 1911
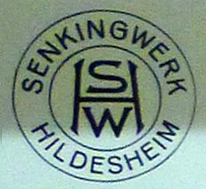
Senkingwerk Rundlogo
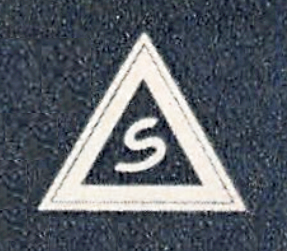
Senkingwerk Dreiecklogo

Die Senkingwerk AG war ein deutsches Unternehmen zur Herstellung von Haushalts- und Großküchenherden in Hildesheim, das außerdem Maschinen für Wäscherei-Betriebe produzierte.

## Geschichte

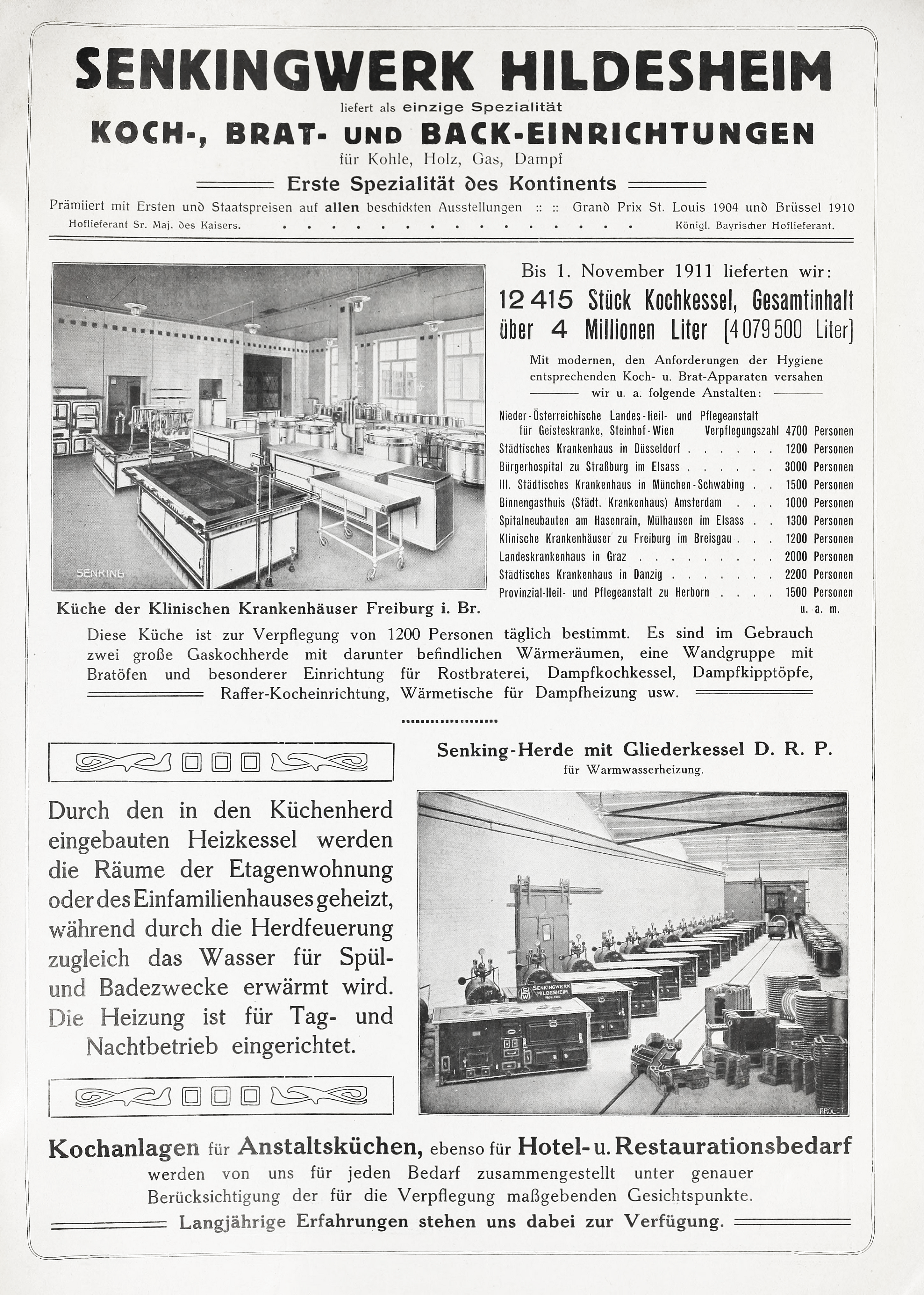
Senking-Werk Werbung 1912

Anton Senking gründete nach seiner Tätigkeit in einer Hildesheimer Metallgießerei im Jahr 1863 die A. Senking Sparherdfabrik Hildesheim. Das Unternehmen stellte Haushaltsherde (Senking-Sparherd) sowie diverse Koch-, Brat-, Knet- und Backapparate für Gaststätten und Bäckereien her. Ein anderer Zweig des Unternehmens fertigte Wäschereigeräte wie Schleudern (Zentrifugen) und Bügel- und Plättmaschinen. Das Unternehmen erhielt später die Auszeichnung als Kaiserlich-Königlicher Hoflieferant und baute unter anderem die Großküche für das 1894 fertiggestellte Reichstagsgebäude in Berlin.
Wegen der hohen Nachfrage entstand 1901 ein neues Werk neben dem Güter- und Rangierbahnhof in der Hildesheimer Nordstadt am Römerring und an der Schlachthofstraße (heute Senkingstraße). Das Unternehmen wurde 1914 in eine Aktiengesellschaft und 1936 in eine GmbH umgewandelt. In der Inflationszeit wurden von Senking Notmünzen als Kleingeldersatzmarke ausgegeben. Sie wurden aus Zink gefertigt und bei Ludwig C. Lauer in Nürnberg geprägt. Die Münzen mit Werten von 2, 5 und 10 Pfennige waren von 1914 bis etwa 1924 im Umlauf. Kleine Menge der achteckigen Münzen blieben erhalten und werden von und für Münzsammlern im 21. Jahrhundert gelegentlich angeboten.
Während des Zweiten Weltkriegs wurden neben Feldküchen und der Feldbäckerei auf Sonderanhänger 105 und später auf Sonderanhänger 106 auch Zünder, Teile für Panzerwagen und Leichtmetallteile für den Flugzeugbau gefertigt. Bei dem Luftangriff auf Hildesheim am 14. März 1945 bombardierte die britische Royal Air Force mehrere Ziele in der Stadt, darunter die VDM-Halbzeugwerke am Römer-/Cheruskerring (umgangssprachlich „Metallwerk“ genannt, heute KSM Castings GmbH, davor Kloth-Senking Metallgießerei) und den Güter- und Rangierbahnhof. Das dazwischen liegende Senkingwerk wurde dabei ebenfalls getroffen und zu großen Teilen zerstört. Über 150 Menschen starben, darunter der Werksleiter Rudolf Hage, sowie mindestens 27 Kriegsgefangene und Zwangsarbeiter. Auf dem Höhepunkt der Auslastung des Werkes arbeiteten dort etwa 1.600 Personen, darunter 150 Zwangsarbeiter.

Haushaltsgeräte der Senkingwerke
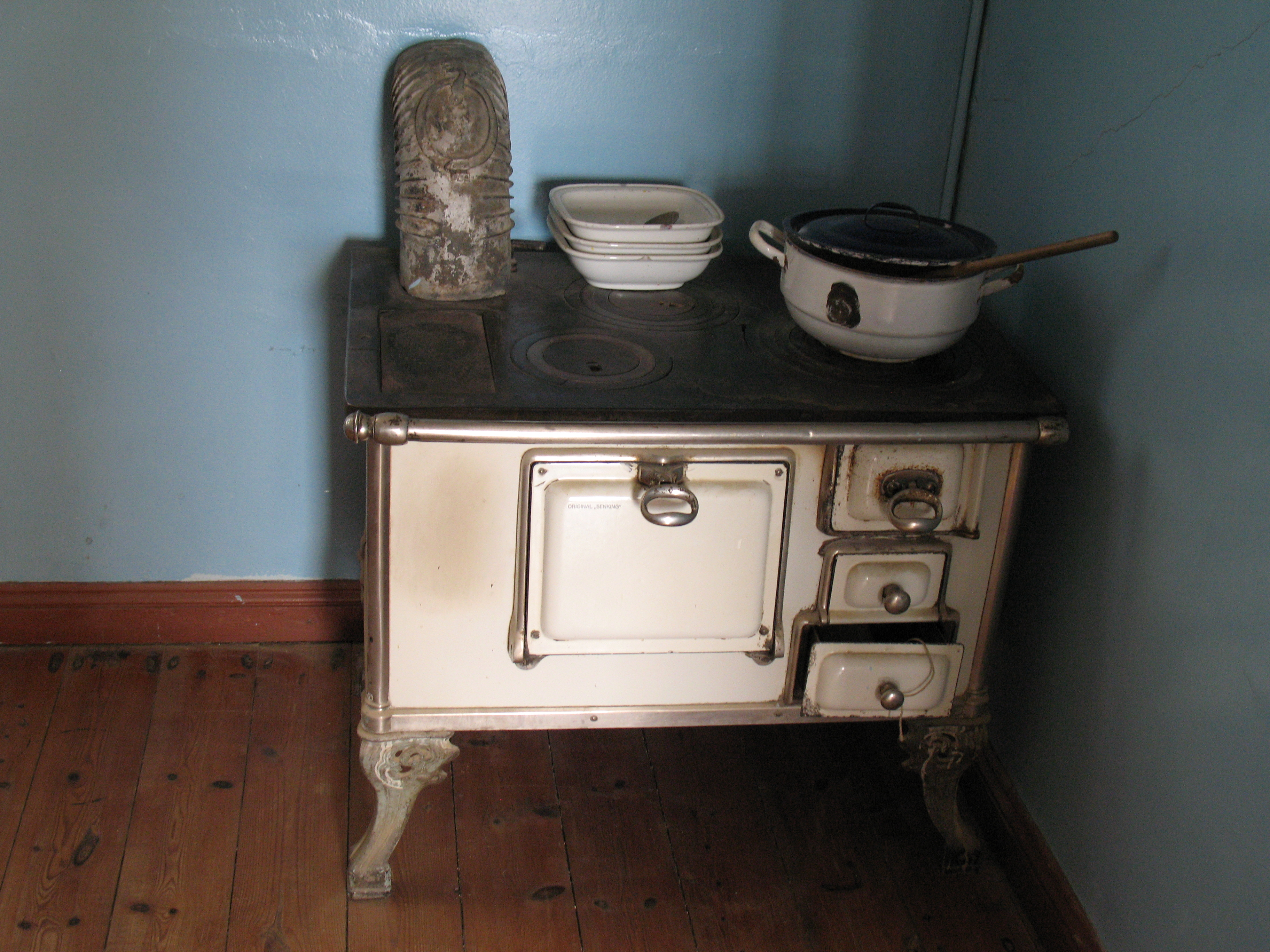
Haushaltsherd von 1920 in Kolmanskuppe (Namibia)
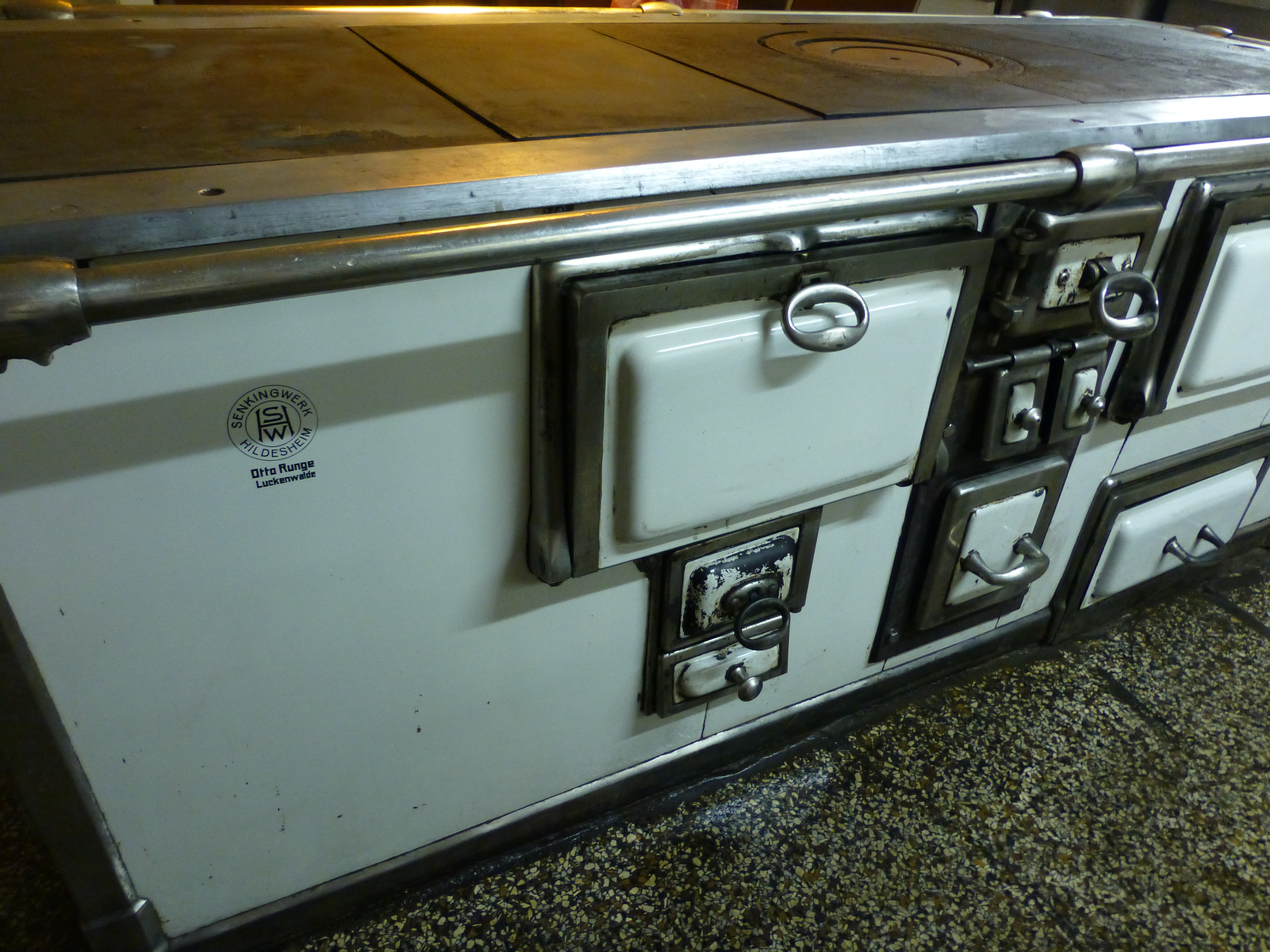
Senking-Herd von 1929 in Dobbrikow (Brandenburg)
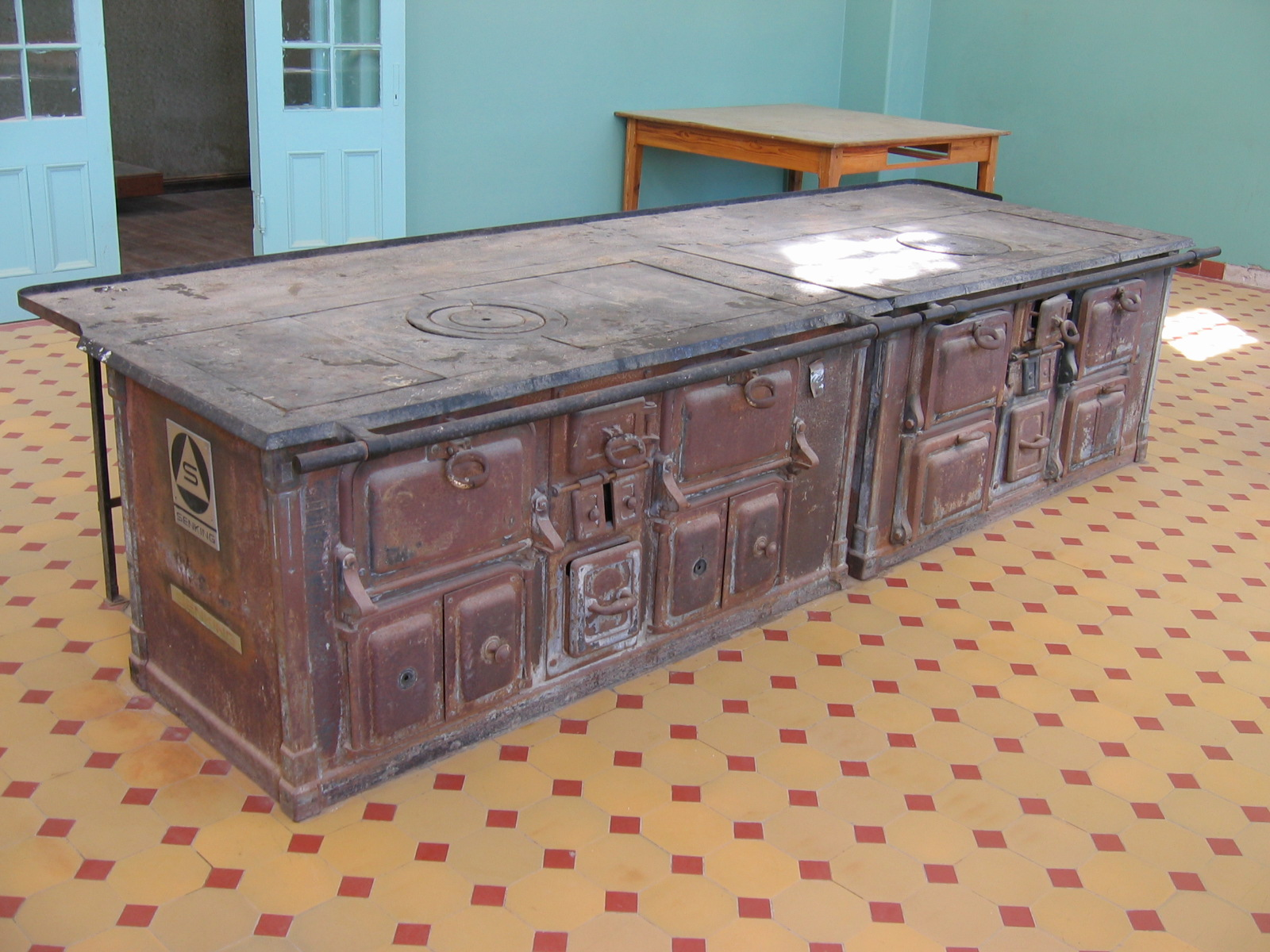
Gewerblicher Senking-Herd in Kolmanskuppe, (Namibia)
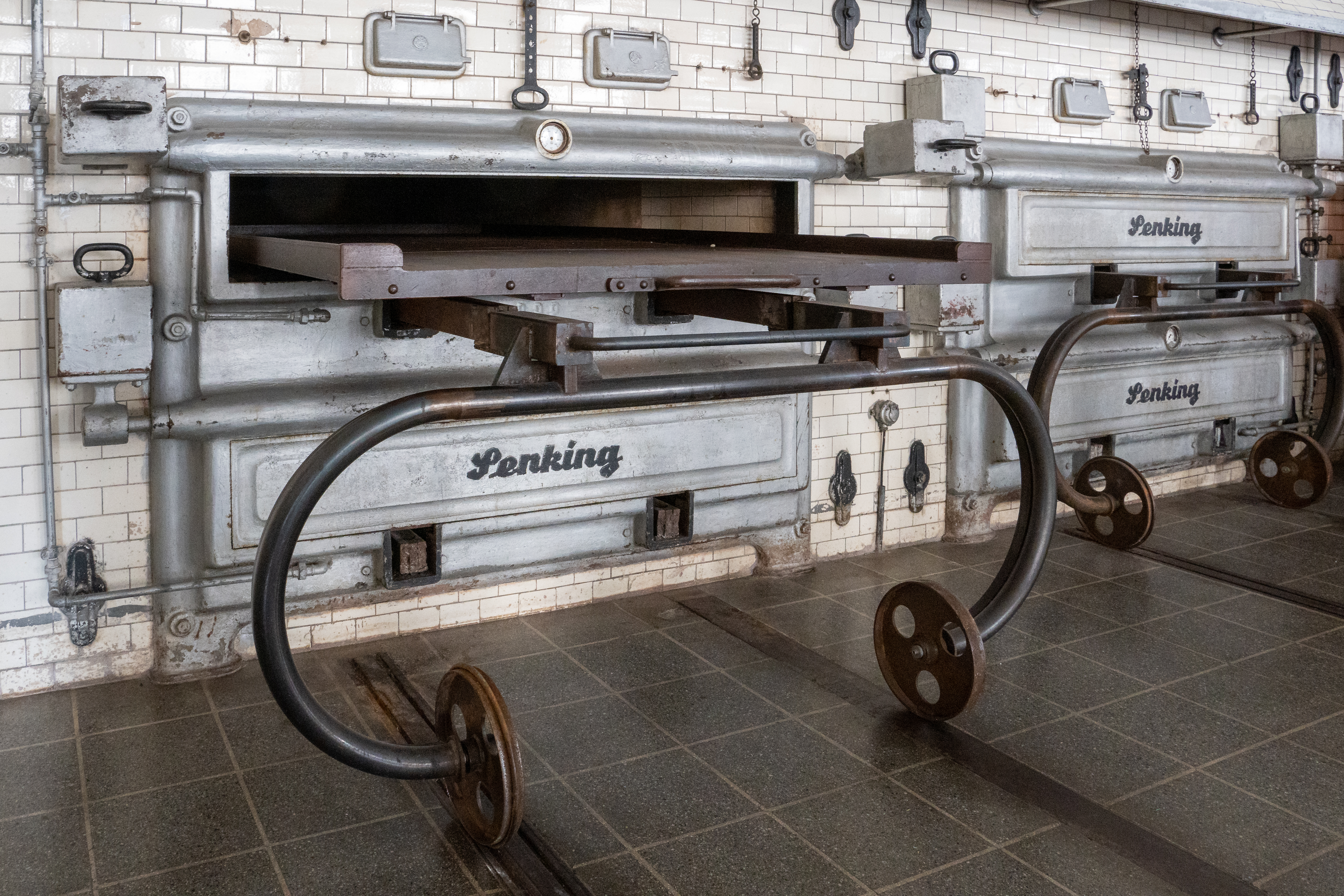
Bäckereiofen in Münster

Militärgeräte der Senkingwerke
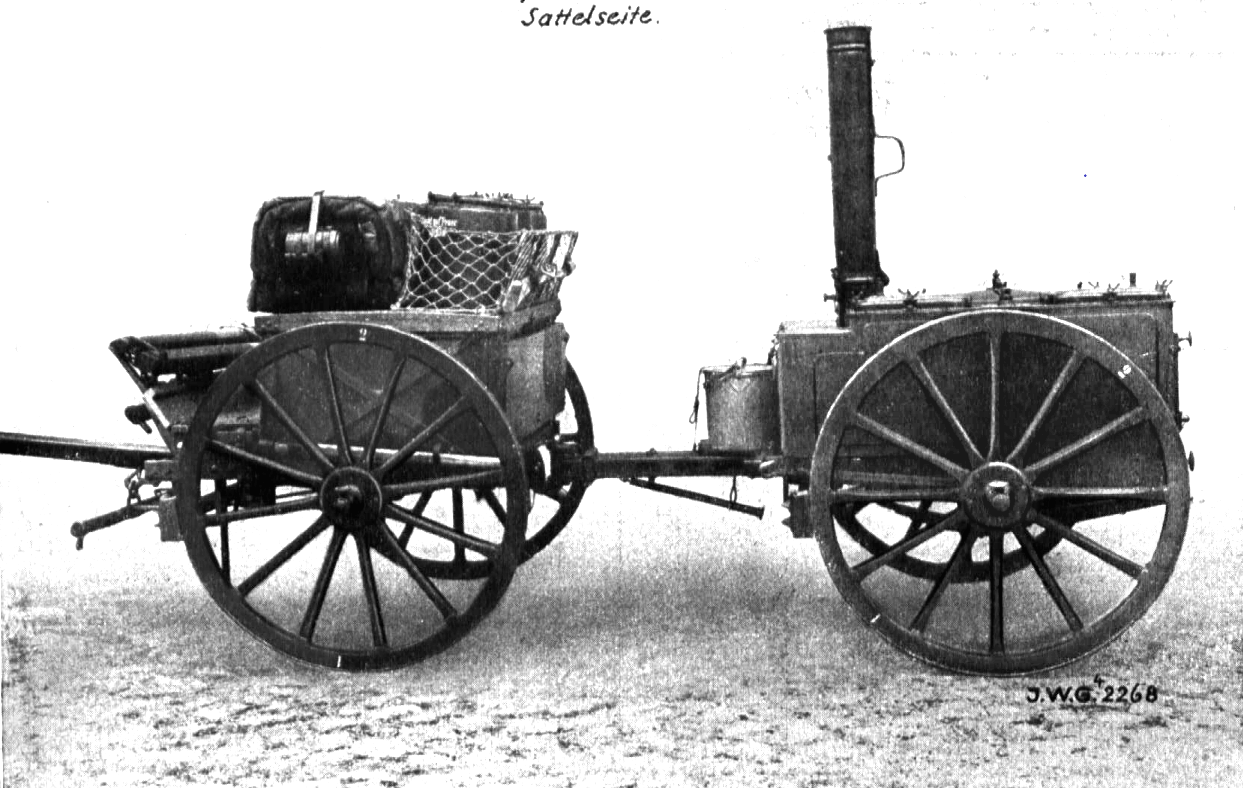
Große Feldküche (Hf. 11)
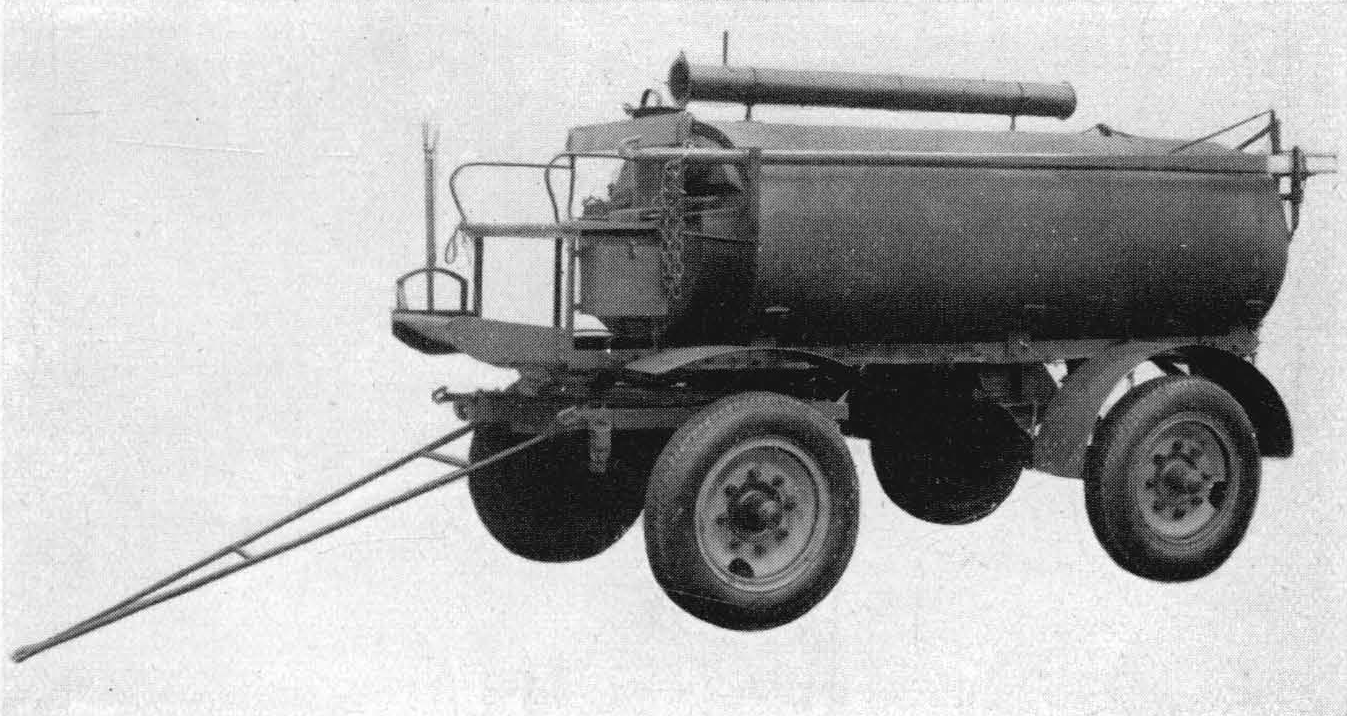
Backanhänger Sonderanhänger 105
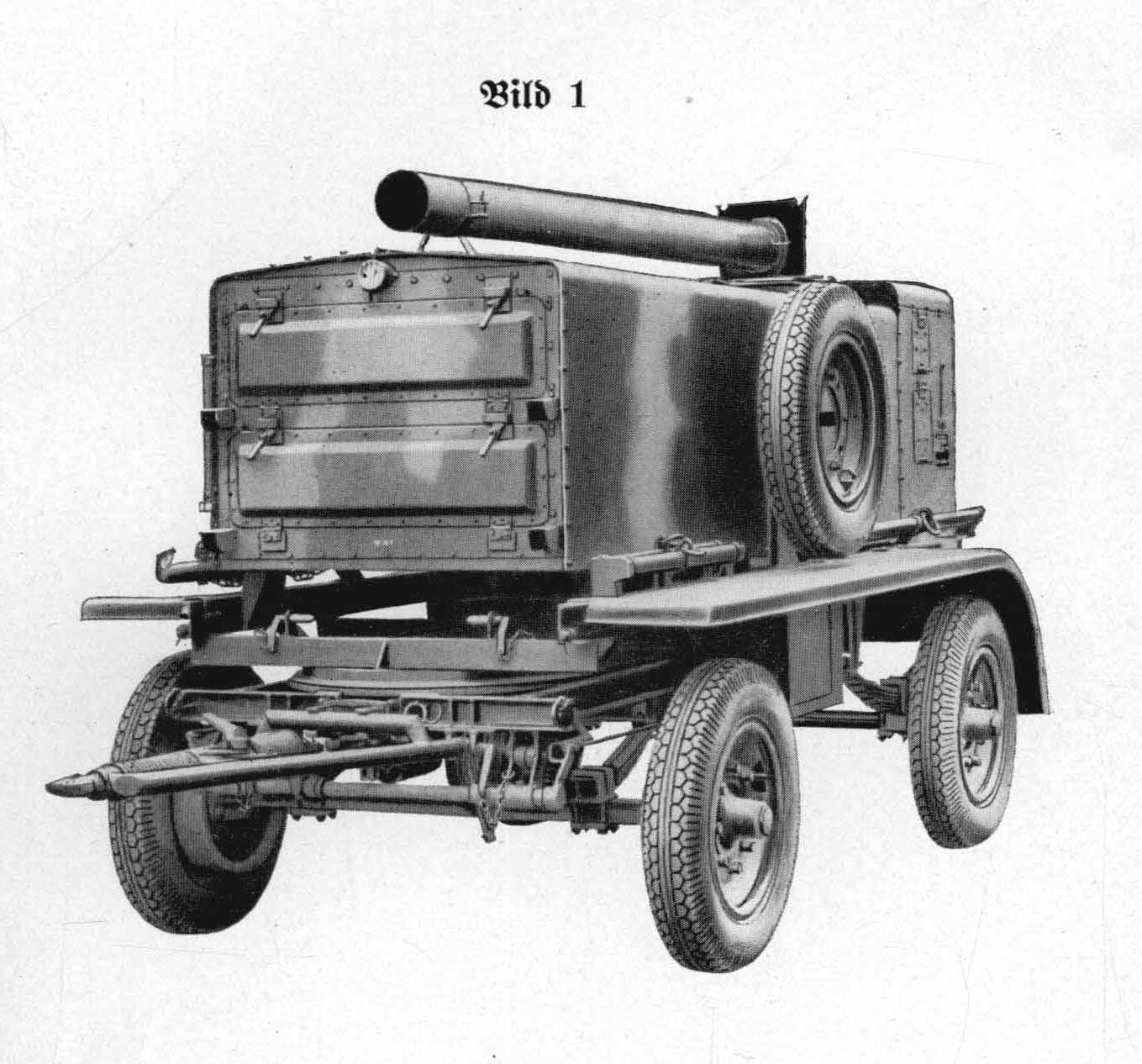
Backanhänger Sonderanhänger 106

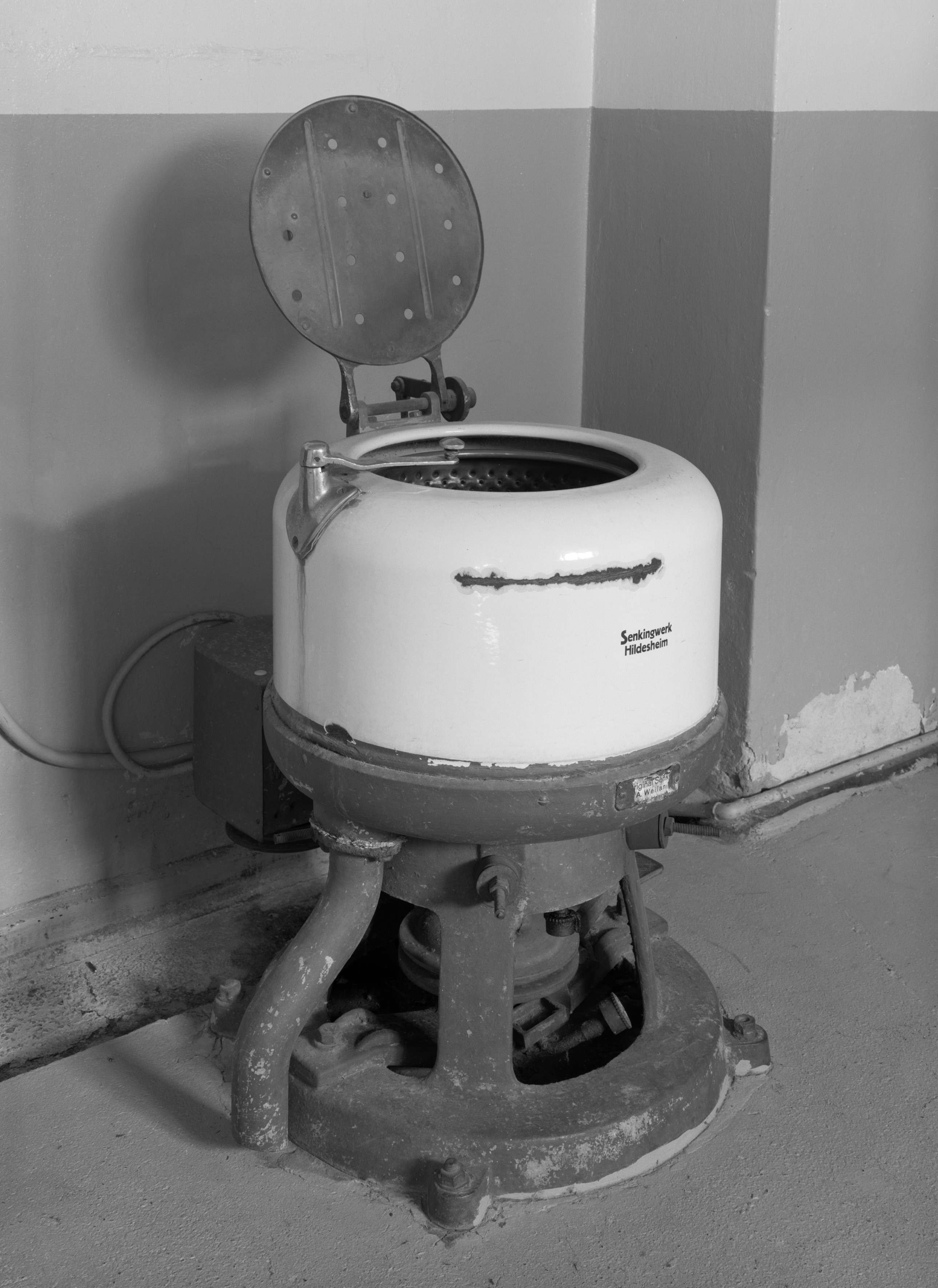
Wäscheschleuder

Nach dem Zweiten Weltkrieg stellte Senking unter anderem Ölöfen für Wohnungen her und spezialisierte sich auf Komplettanlagen für gewerbliche Wäschereien.
Das zuletzt als Senkingwerk GmbH KG firmierende Unternehmen wurde nach 1990 aufgespalten. Einen Teil übernahm die Buderus Küchentechnik; die Wäschereitechnik kaufte 1998 die dänische Jensen-Group. Heute befinden sich auf dem ehemaligen Werksgelände an der Senkingstraße ein SB-Lebensmittelhandel und ein Baumarkt. Der Firmenname von Senking blieb als Abkürzung bei der KSM Castings Group in Hildesheim erhalten.